# ليمان إس. أيريس الثاني
ليمان إس. أيريس الثاني (بالإنجليزية: Lyman S. Ayres II)‏ هو شخصية أعمال أمريكي، ولد في 5 يوليو 1908 في إنديانابوليس في الولايات المتحدة، وتوفي في 28 ديسمبر 1996.